# رتیل آذینی رامش‌وارام
رتیل آذینی رامش‌وارام (نام علمی: Poecilotheria hanumavilasumica) نام یک گونه از سرده عنکبوت‌های ببری است.